# Cerianthula carlgreni
Cerianthula carlgreni is een Cerianthariasoort uit de familie van de Botrucnidiferidae. De wetenschappelijke naam van de soort is voor het eerst geldig gepubliceerd door .